# جيجي لاي
جيجي لاي (بالصينية: 黎姿) هي ممثلة ومغنية كانتوبوب صينية هونغ كونغية ولدت في يوم 1 أكتوبر 1971 في هونغ كونغ تعمل في قناة تي في بي وتلقب في الإعلام الهونغ كونغي بإلهة الجمال.(愛美神) 

## وصلات خارجية
- جيجي لاي على موقع IMDb (الإنجليزية)
- جيجي لاي على موقع ميوزك برينز (الإنجليزية)
- جيجي لاي على موقع أول موفي (الإنجليزية)
- جيجي لاي على موقع ديسكوغز (الإنجليزية)
- جيجي لاي على موقع قاعدة بيانات الفيلم (الإنجليزية)

- جيجي لاي على قاعدة بيانات الأفلام على الإنترنت